# Confédération nationale des étudiants de France
La Confédération nationale des étudiants de France (CNEF) fut créée en mars 1982 par la fusion du Comité de liaison des étudiants de France (CLEF) et de la Fédération nationale des étudiants de France (FNEF). Elle cessa de tenir congrès à partir de 1986, préférant la forme des Assemblées Générales, et céda naturellement ses activités électives lors de la création de la FAGE, tout en gardant une activité propre. Elle a changé progressivement la nature de ses activités, surtout basées autour d'un réseau d'anciens à l'origine. D'abord portée par des intérêts historiques - organisation d'un premier colloque sur les étudiants dans les années de guerre en 1999, certains de ses membres ont des relations avec le GERME, elle semble depuis connaitre une vie plus régulière.
Lors de son AG de 2007, la CNEF s'est rapprochée du Collectif pour les libertés étudiantes dans le cadre des actions visant à permettre le libre accès aux étudiants non grévistes.
Une nouvelle génération d'étudiants, attirée par ces aspects traditionnels et patriotiques, a perpétué son existence effective. Elle continue ainsi de siéger à la Commission Armées Jeunesse du Ministère de la Défense et accorde une grande importance au lien Jeunesse-Armées-Nation. Il arrive que certains élus étudiants s'en réclament lors d'élections universitaires, mais il ne s'agit pas d'une volonté délibérée de la CNEF. Celle-ci recommande pour tout étudiant désireux de s'investir dans la vie des établissements d'enseignement supérieur l'inscription sur les listes associatives (FAGE et PDE). En 2002 elle obtint un élu au CROUS de Paris sur la liste de la FAGE.
Les membres fondateurs de la FAGE refusèrent de reprendre la CNEF comme base de création de l'organisation représentative étudiante indépendante. Par ce choix, ils marquèrent le refus de la FAGE de se considérer comme héritière des majos de la Grande UNEF, mais comme une organisation nouvelle s'appuyant avant tout sur les associations de base et les fédérations de ville ou AGE, ceci à la grande différence des tentatives précédentes (FNEF, CLEF, CNEF) qui reposaient exclusivement sur les unions monodisciplinaires comme l'ANEMF (médecine) par exemple (même si des unions monodisciplinaires participèrent à la création de la FAGE).